# Aeschlen ob Gunten
Aeschlen ob Gunten ist ein Dorf in der Gemeinde Sigriswil, am rechten Ufer des Thunersees im Schweizer Kanton Bern gelegen. Es liegt auf ungefähr 760 m ü. M. und gehört mit ungefähr 400 Einwohnern zu den kleineren Orten der Gemeinde.

## Lage
Eingebettet zwischen zwei tiefen Schluchten, der Oertlischlucht im Westen und der Gumischlucht im Osten, liegt der Ort auf einer natürlichen Südterrasse über dem Thunersee. Nach Sigriswil im Südosten und Tschingel ob Gunten im Osten sind es etwa 1 km. Schwanden liegt 2,5 km im Nordosten, und nach Oberhofen am Thunersee am Seeufer sind es 2 km.

## Tourismus, Verkehr
Dank der Lage mit Blick auf den See und die Berge der Berner Alpen und der relativen Nähe zur Stadt Thun ist Aeschlen ob Gunten für Touristen attraktiv. Der Ort bietet sich an als Ausgangspunkt für diverse Wanderungen in der näheren Umgebung. Im Winter kann man in 10 Minuten das Skigebiet von Schwanden-Sigriswil erreichen. Der öffentliche Verkehr wird durch die Busbetriebe der STI wahrgenommen, welche die Ortschaft mit Thun verbindet.

## Feste und Vereine
- Zweitjänner ist ein alljährlich am 2. Januar stattfindender Brauch, der seit Jahrhunderten gepflegt wird. Verkleidet ziehen junge Männer von Haus zu Haus und sammeln Würste und Geld. Am Abend wird mit den Neujahrsgesellschaften gefeiert. Eine Woche später wird das Gesammelte gemeinsam mit ledigen Frauen verspeist und vertrunken.[2]
- Seit 1955 existiert der Musikverein Dorfmusik Aeschlen.[3]
- Ebenfalls findet jährlich Anfang Mai zweimal die Aeschlen-Chilbi[4] statt, welche auf dem Areal des Schulhauses veranstaltet wird. Bekannt ist das sogenannte «Chilbi-Wasser» welches in Milchflaschen verkauft wird.